# Великое противостояние (повесть)
«Вели́кое противостоя́ние» — повесть Льва Кассиля в двух частях, написанная в 1940—1947 годах. Первая была окончена автором в 1940 году и тогда же опубликована в журнале «Пионер». Отдельным изданием вышла в «Детгизе» в апреле 1941 года. По окончании Великой Отечественной войны писатель вернулся к своей героине, назвав продолжение повести «Свет Москвы» и посвятив его готовящемуся празднованию 800-летия Москвы. Первая часть получила название «Моя Устя». Повесть, состоящая уже из двух частей, была впервые опубликована в конце 1947 года.

## Содержание
В книге рассказывается о приключениях московской школьницы Симы Крупицыной. В первой части она знакомится с известным советским режиссёром Александром Дмитриевичем Расщепеем, снимается в его фильме про Отечественную войну 1812 года, где играет роль юной крепостной актрисы Усти, ставшей партизанкой.
Во второй части книги события происходят в самом начале Великой Отечественной войны. Главная героиня как пионервожатая уезжает вместе со школьниками в эвакуацию. По дороге один из её подопечных пионеров — Игорь Малинин — сбегает обратно в Москву, и Сима решает вернуться и найти беглеца, так как обещала его отцу-офицеру присмотреть за мальчиком. Вернувшись тайком в столицу, уже находящуюся на военном положении, Сима пробирается домой, но за время ее отсутствия родители и старшая сестра с мужем эвакуировались в Среднюю Азию. В их квартире временно поселили офицера, который помогает Симе устроиться. Девушка пытается разыскать Игоря, однако безуспешно. Но когда она  по заданию райкома комсомола работала с другими комсомольцами в пригороде, ее нашёл парень из деревни Кореваново, где когда-то проходили съёмки фильма о Денисе Давыдове и Усте-партизанке. Этот парень сообщил Симе, что в деревне прячется Игорь Малинин, который заболел и не может вернуться в Москву… Сима немедленно бросается в Кореваново, но туда как раз приходят фашисты. Сима и Игорь оказываются на оккупированной территории. Во время советского контрнаступления они совершают побег и им удаётся пробраться к своим. 

## Награды
В 1948 году книга была удостоена первой премии Министерства просвещения РСФСР как лучшая книга для детей.

## Издания
Помимо переизданий на русском и языках народов СССР, была переведена и издана в ГДР, Польше, Румынии, Чехословакии, Японии, Болгарии.

## Критика
Должен признаться, что давно не читал рассказа, написанного с такой искренностью и простотой, трогательностью и каким-то особым ароматом… Во всём рассказе я не встретил ни одной фальшивой ноты. Всё время забываешь, что это не настоящий дневник девочки, а сочинение Льва Кассиля. Есть моменты, захватывающие до слёз…Владимир Немирович-Данченко, из отзыва на повесть

## Экранизация
В 1974 году вышла двухсерийная одноимённая экранизация повести режиссёра Юрия Дубровина. Роль главной героини Серафимы Крупицыной исполнила актриса Лидия Мельникова.